# ایرپورت اکسپرس (ام‌تی‌آر)
ایرپورت اکسپرس (انگلیسی: Airport Express) یک خط راه‌آهن متعلق به ام‌تی‌آر هنگ کنگ است که به فرودگاه بین‌المللی هنگ کنگ و ایژاورلد-اکسپو متصل است.
این خط که در سال ۱۹۹۸ تأسیس شده دارای ۵ ایستگاه و ۳۵٫۵ کیلومتر طول است.

## نگارخانه

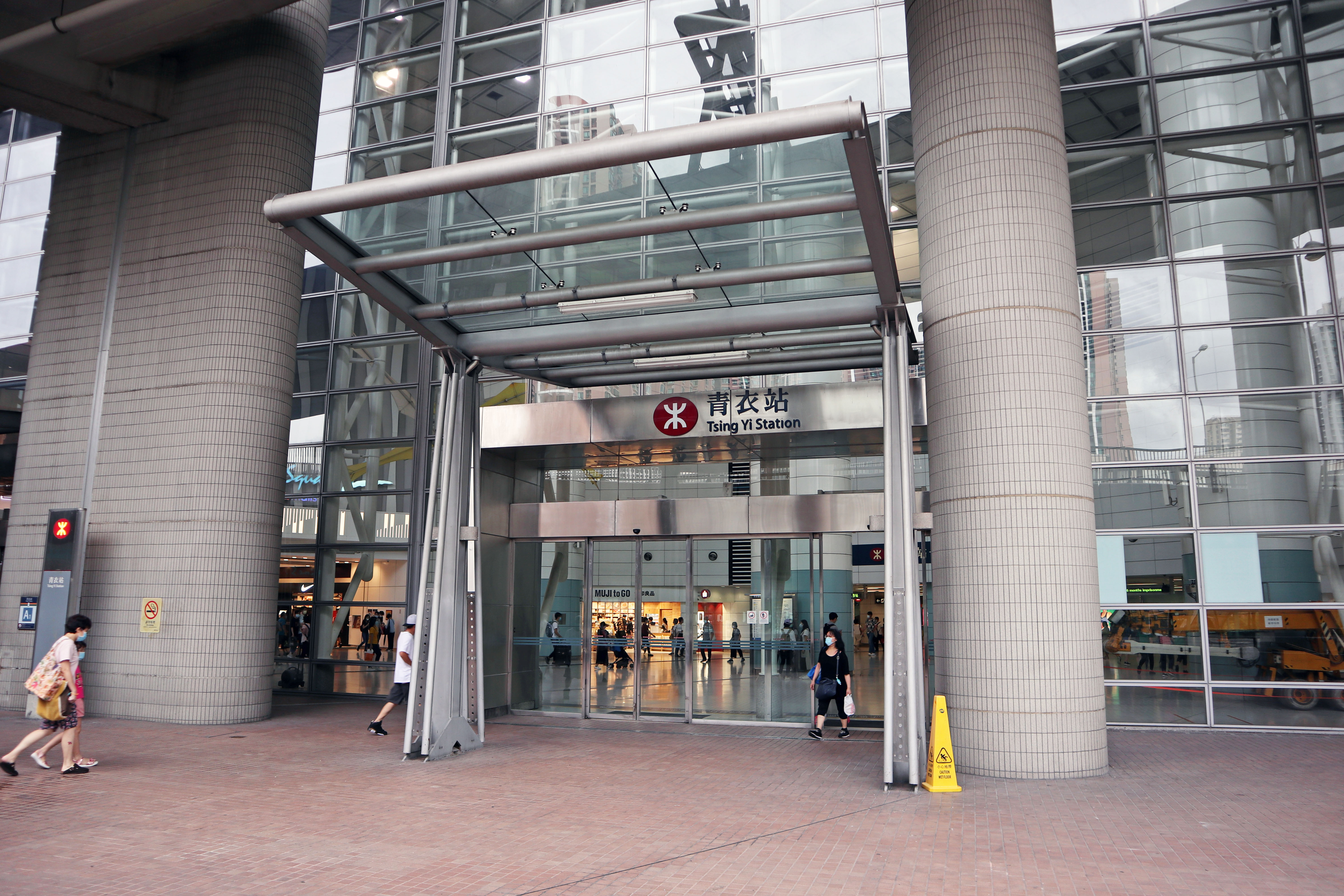
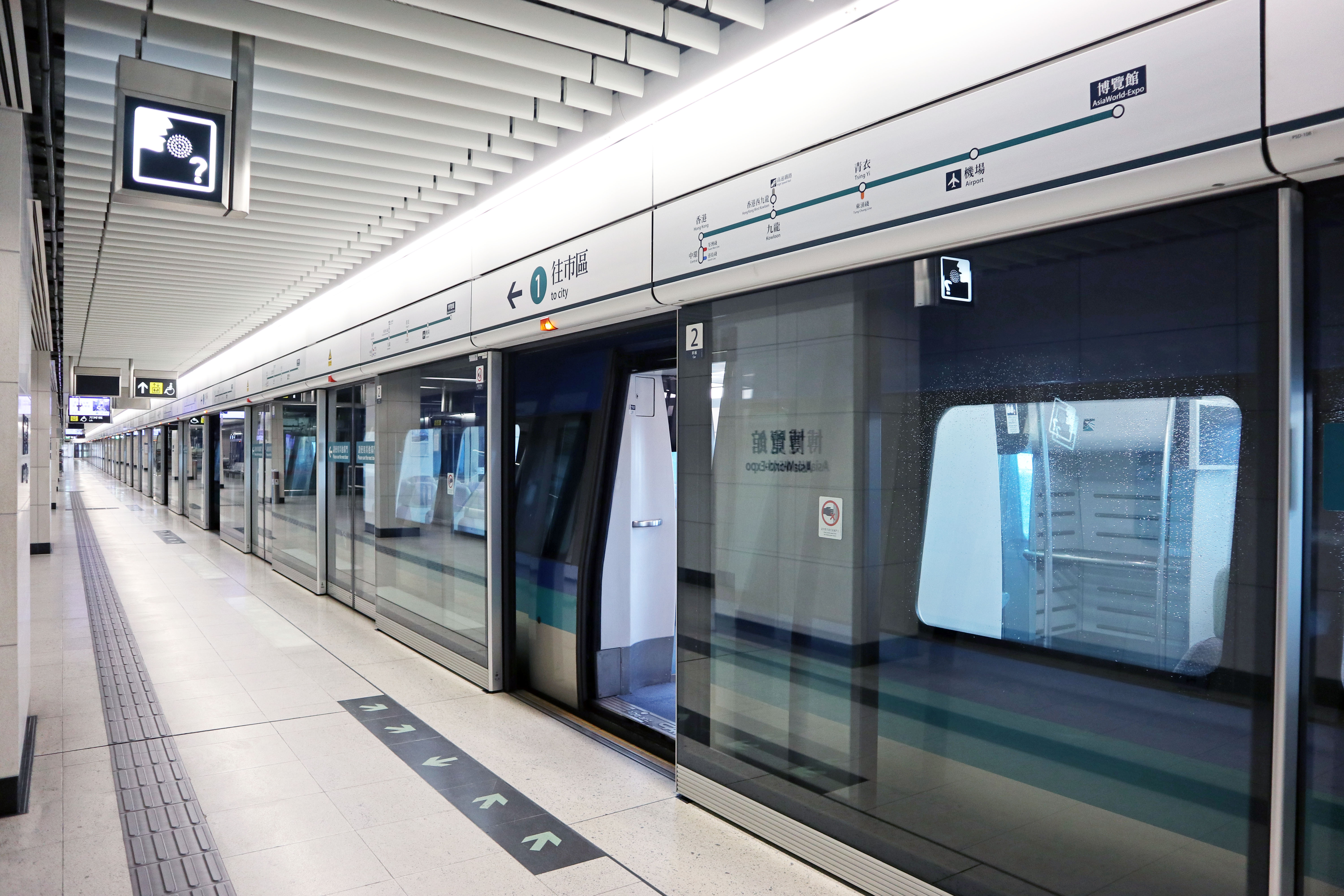
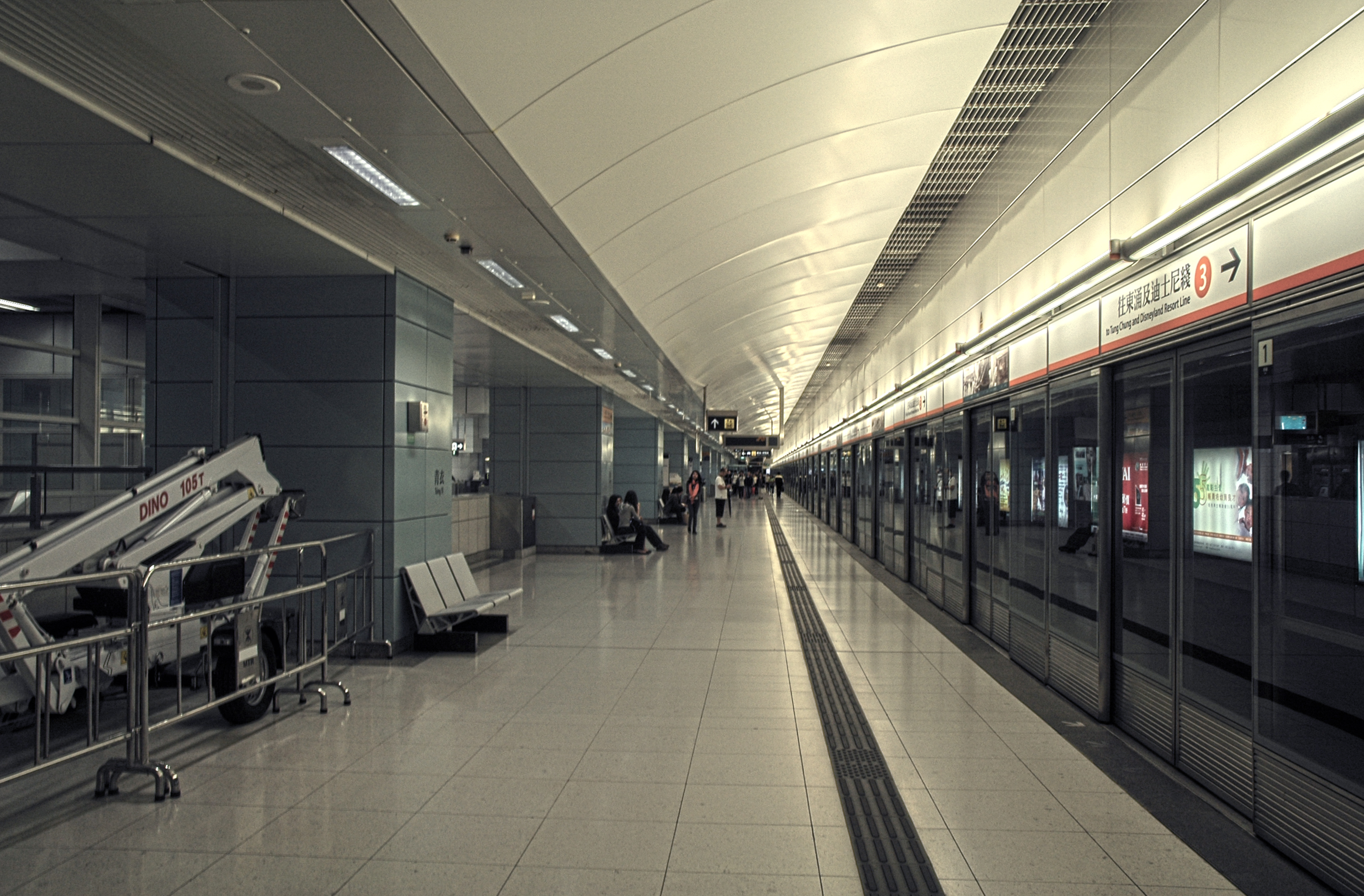
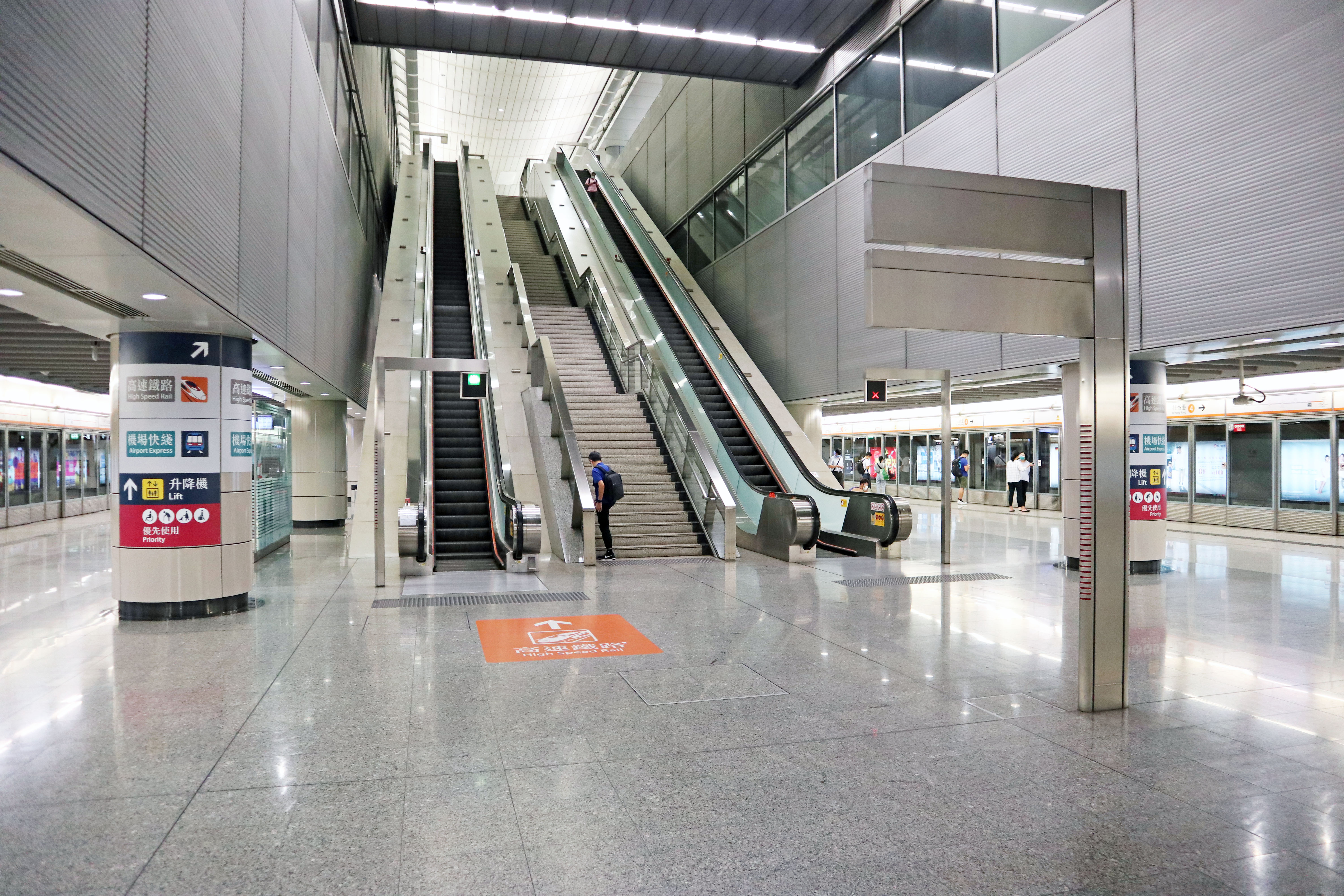